# Chilenska inbördeskriget 1891
Chilenska inbördeskriget 1891 var en väpnad konflikt mellan de styrkor som stödde Chiles kongress och de som stödde Chiles president, José Manuel Balmaceda. Under kriget drabbade Chiles armé samman med Chiles flotta, vilka lierat sig med presidenten respektive kongressen. Kriget slutade med nederlag för Chiles armé, och att president Balmaceda begick självmord  till följd av det.

### Fotnoter
1. ↑  Armed Conflict Events Database (ACED):"Chilean Civil War 1891"